# 蒙塞居尔
蒙塞居尔（法語：Monségur，法語發音：[mɔ̃seɡyʁ]）是法国吉伦特省的一个市镇，属于朗贡区。

## 地理
蒙塞居尔（44°39'1"N, 0°4'51"E）面积9.91 平方千米，位于法国新阿基坦大区吉倫特省，该省份为法国西南部沿海省份，是法國本土面积最大的省，北起滨海夏朗德省，西临大西洋，南至朗德省，东南接洛特-加龍省，东临多爾多涅省。
与蒙塞居尔接壤的市镇（或旧市镇、城区）包括：迪约利沃勒、库尔德蒙塞居、勒皮、圣热姆、圣叙尔皮斯-德吉耶拉格、圣维维安-德蒙塞居尔。
蒙塞居尔的时区为UTC+01:00、UTC+02:00（夏令时）。

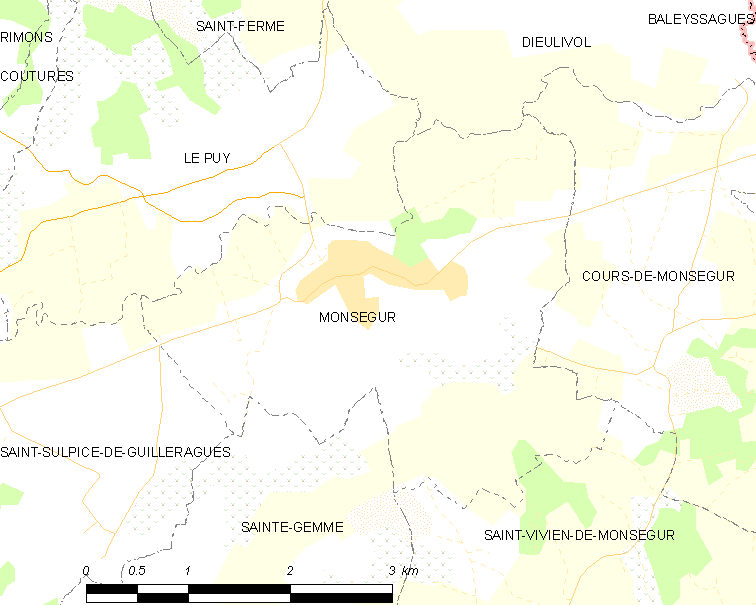
蒙塞居尔的OSM定位图

## 行政
蒙塞居尔的邮政编码为33580，INSEE市镇编码为33289。

## 政治
蒙塞居尔所属的省级选区为勒雷奥莱-莱巴斯蒂德县。

## 人口

1962-2008年间蒙塞居尔人口变化图示

蒙塞居尔于2022年1月1日时的人口数量为1585人。